# Milo Ventimiglia
Milo Anthony Ventimiglia (uttalas maɪloʊ ˌvɛntɨˈmɪljə), född 8 juli 1977 i Anaheim, Kalifornien, är en amerikansk skådespelare.
Mest känd är Ventimiglia för rollerna som Peter Petrelli i Heroes, Jess Mariano i den amerikanska dramaserien Gilmore Girls och Jack Pearson i This is Us.
Han har haft mindre roller i filmer som Winter Break, She's All That och Must Be the Music. Han har även gästspelat i bland annat CSI: Crime Scene Investigation, Boston Public, Fresh Prince i Bel Air och Sabrina tonårshäxan.
Han medverkar även med i Fergies musikvideo 'Big Girls Don't Cry'. 
Ventimiglia är intresserad av att läsa, åka snowboard och skateboard. Hans förnamn Milo betyder äpple på grekiska och efternamnet Ventimiglia betyder tjugo mil på italienska.

## Filmografi
| År   | Titel                             | Roll               | Info                                    |
| ---- | --------------------------------- | ------------------ | --------------------------------------- |
| 1995 | The Fresh Prince i Bel-Air        | festdeltagare      | TV-serie, gästskådespelare              |
| 1996 | Must Be the Music                 | Jason              | Kortilm                                 |
| 1996 | Sabrina tonårshäxan               | Letterman          | TV-serie, gästskådespelare              |
| 1997 | Rewind                            | ung Rob            | TV-serie, biroll                        |
| 1997 | Boys Life 2                       | Jason              | Film                                    |
| 1998 | Brooklyn South                    |                    | TV-serie, gästskådespelare              |
| 1998 | Kelly Kelly                       | Steve Spencer      | TV-serie, gästskådespelare              |
| 1998 | One World                         | Eric               | TV-serie, gästskådespelare              |
| 1999 | She's All That                    | fotbollsspelare    | Film, statist                           |
| 1999 | Speedway Junky                    | Travis             | Film                                    |
| 1999 | Promised Land                     | Tony Brackett      | TV-serie, gästskådespelare              |
| 2000 | Opposite Sex                      | Jed Perry          | TV-serie, återkommande roll             |
| 2000 | Massholes                         |                    | Film                                    |
| 2000 | CSI: Crime Scene Investigation    | Bobby Taylor       | TV-serie, gästskådespelare              |
| 2001 | Nice Guys Finish Last             | Josh               | Kortfilm                                |
| 2001 | Gilmore Girls                     | Jess Mariano       | TV-serie, återkommande roll (2001-2006) |
| 2003 | Winter Break                      | Matt Raymand       | Film                                    |
| 2003 | Boston Public                     | Jake               | TV-serie, gästskådespelare              |
| 2003 | Law & Order: Special Victims Unit | Lee Healy          | TV-serie, gästskådespelare              |
| 2004 | Gramercy Park                     | Billy Hammond Jr.  | TV-program                              |
| 2004 | Drömmarnas tid                    | Chris Pierce       | TV-serie, biroll (2004-2005)            |
| 2005 | Cursed                            | Bo                 | Film                                    |
| 2005 | Dirty Deeds                       | Zach Harper        | Film                                    |
| 2006 | Intelligence                      | Colin Mathers      | Kortfilm                                |
| 2006 | Stay Alive                        | Loomis Crowley     | Film                                    |
| 2006 | The Bedford Diaries               | Richard Thorne III | TV-serie, återkommande roll             |
| 2006 | Rocky Balboa                      | Robert Jr.         | Film                                    |
| 2006 | Heroes                            | Peter Petrelli     | TV-serie (2006-2008)                    |
| 2008 | Pathology                         | Ted Gray           | film                                    |